# Muối ăn quả
Muối ăn quả hay còn gọi sóc đỏ, bọt ếch suối (danh pháp khoa học: Glochidion rubrum) là một loài thực vật có hoa trong họ Diệp hạ châu. Loài này được Blume mô tả khoa học đầu tiên năm 1826.
Phân loại dưới loài
- Thứ Glochidion rubrum var. brevistylum (Chakrab. & M.Gangop.) Chakrab. & M.Gangop.

## Hình ảnh

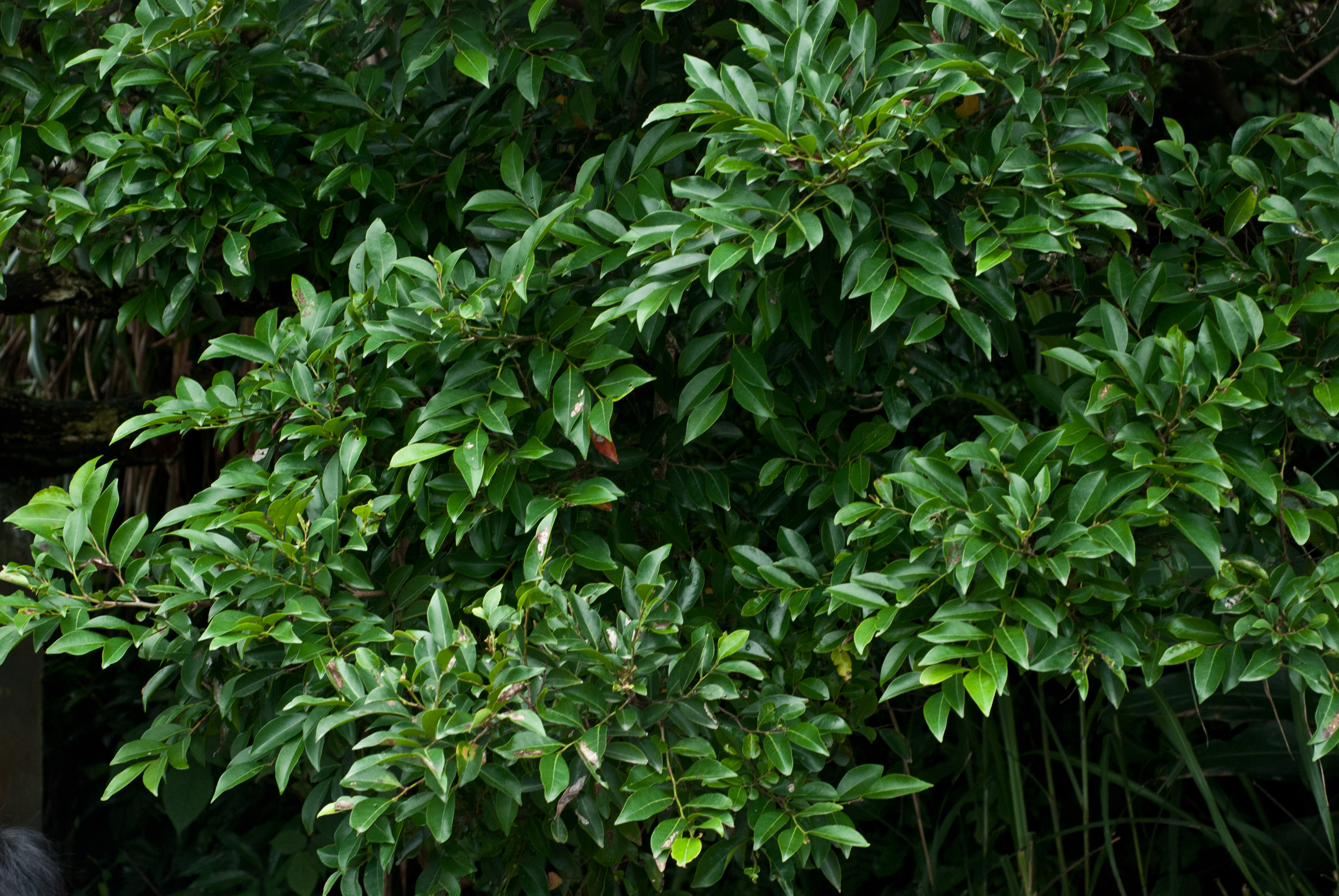